# Jak-201
Jak-201 (ros. Як-201) – niezrealizowany projekt rosyjskiego, wielozadaniowego samolotu myśliwskiego o właściwościach VTOL bazowania lądowego, o obniżonej skutecznej powierzchni odbicia radiolokacyjnego. Maszyna miała być głęboką modernizacją samolotu Jak-41.

## Historia
Prace nad nową maszyną Jakowlewa ruszyły w połowie lat 90. XX wieku. Projekt był własną inicjatywą producenta, zainicjowaną bez gwarancji zamówienia i zakupu ze strony tradycyjnego odbiorcy, rodzimych sił powietrznych. Głównym celem konstruktorów było zwiększenie zasięgu nowej maszyny, przy utrzymaniu właściwości pionowego startu i pionowego lądowania. Zachowano podwójne stateczniki pionowe, nadano im jednak dużo większe rozchylenie niż w oryginalnym Jak-41. Starannie dobrano kształt płatowca, unikając kątów prostych w konstrukcji. Dzięki takiemu zabiegowi konstruktorzy chcieli zredukować skuteczną powierzchnię odbicia radiolokacyjnego samolotu. Maszyna miała charakteryzować dużą zwrotnością. Ułatwić miały to zastosowany układ konstrukcyjny typu kaczka, ze sterem wysokości w części dziobowej przed skrzydłami oraz ruchoma dysza wylotowa o okrągłym lub prostokątnym przekroju. Jej ruch, pozwoliłby na wektorowanie ciągu samolotu. Silnik główny, napędzałby również wentylator startowy, umieszczony tuż za kabiną pilota. Planowano zastosowanie szerokiego wachlarza uzbrojenia, przenoszonego w zamykanych komorach w kadłubie samolotu. Jak-201 miał być zdolny do przenoszenia na czterech punktach podwieszenia radzieckich kierowanych pocisków rakietowych powietrze–powietrze R-27, R-77. Pod uwagę brano również potencjalne zastosowanie rakiet R-60 i R-73. Wyrzutni niekierowanych pocisków rakietowych kalibru od 80 do 240 mm oraz czterech bomb o wagomiarze 500  kg. Uzbrojenie strzeleckie tworzyło automatyczne, pojedyncze działko GSz-30-1 kalibru 30 mm z zapasem 120 naboi. Ogólny układ konstrukcyjny, jaki przyjęli radzieccy projektanci, mocno przypomina rozwiązania przyjęte w amerykańskim Lockheed Martin F-35 Lightning II. Producent wystawił projekt Jak-201 do konkursu na nowy, lekki samolot myśliwski dla Sił Powietrznych Federacji Rosyjskiej jednak bez sukcesu. Przy braku zamówień i finansowania, cały projekt został anulowany.